# プレーナー型トランジスタ

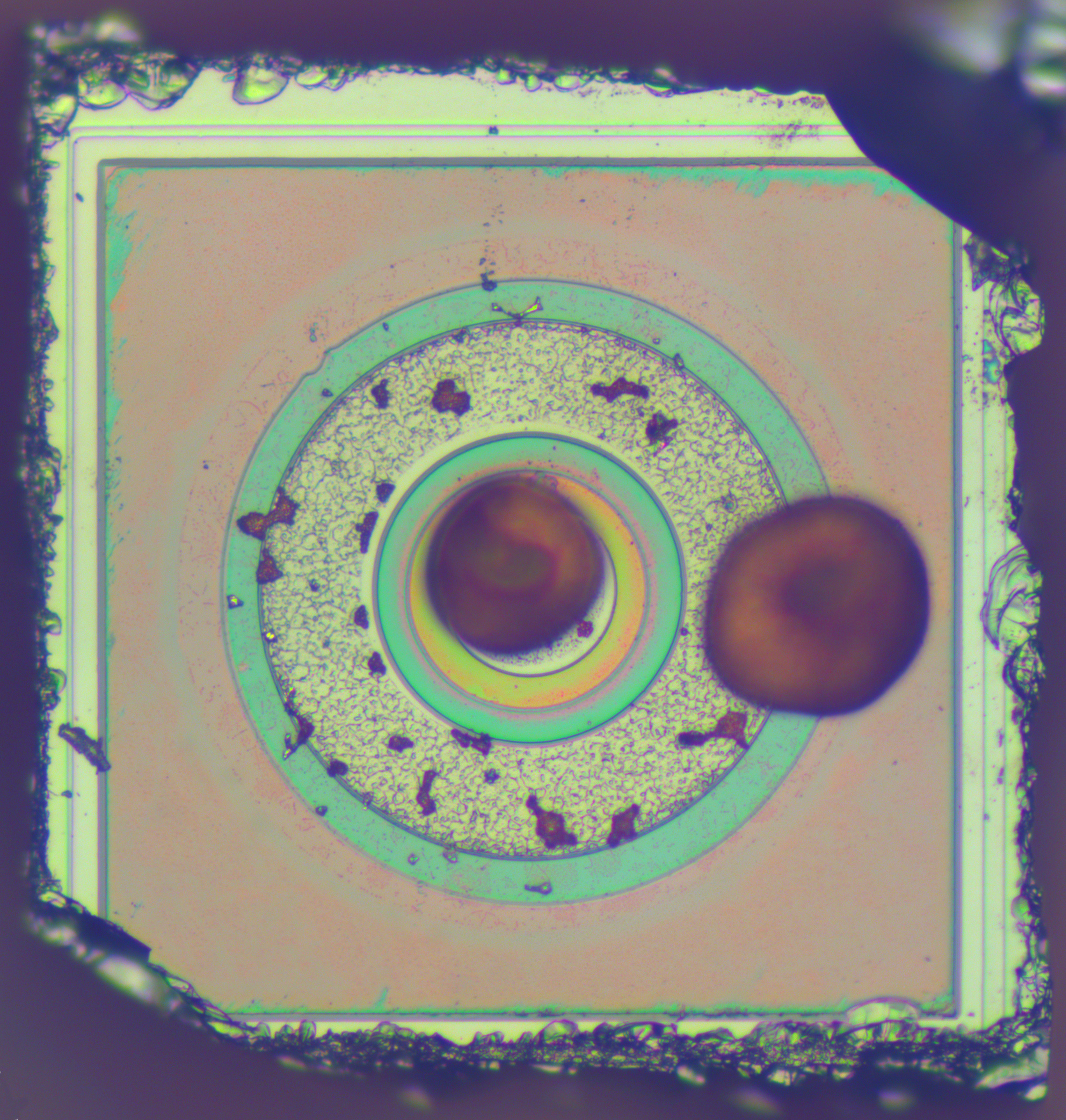
プレーナー型トランジスタの内部構造
中心がベースでその外側がエミッタで外周はコレクタ

プレーナー型トランジスタ（プレーナーがたトランジスタ）は、現在主流のトランジスタの形式。

## 概要
シリコンの基板上に選択拡散法によって不純物を添加してトランジスタを形成する。

## 開発に至る過程
1947年12月に点接触型トランジスタが開発されて以降、合金接合型トランジスタ、成長接合型トランジスタ、メサ型トランジスタのような接合型トランジスタが開発されてきたが、それぞれ生産性が低くかったり、品質(特に高周波特性)が安定していないなど、一長一短があった。合金接合型トランジスタは量産性に関しては比較的優れていたものの、高周波特性を向上するためにベース層を薄くすれば、機械的強度が不足した。成長接合型トランジスタは品質が安定しなかった。拡散型トランジスタはベース層を薄く出来るので高周波特性が向上したものの、当時の拡散型トランジスタの一種であるメサ型トランジスタは生産性が低かった。1957年にベル研究所のカール・フロッシュとリンカーン・デリックによって選択拡散法が開発された事により、高周波特性が向上して品質が安定するようになった。
フェアチャイルド社のジャン・ヘルニが1959年5月にSi接合型トランジスタの製法として、Siプレーナー型トランジスタの製法を発表するとともに特許を申請した。選択拡散法を活用した製法でSi基板をコレクタとしてこれを熱酸化して表面にシリコン酸化膜(SiO2)層をつくり、これを拡散マスクとして用いる技術で、このSiO2層にフォトエッチング法によって窓孔をあけて、この窓孔から拡散を行い、1工程の拡散が完了すると再び SiO2層を表面に構成する製造方法である。これをベース層、エミッタ層と必要に応じて順次上面から選択拡散を繰り返してトランジスタが完成する。これによってトランジスタの量産技術が確立され、さらにこの技術が基礎となって2年後に集積回路技術へと展開する。この製法はSi表面に構成されるpn接合の境界部分を自己整合的にSiO2膜で覆う構造となるため、外部から浸入してくる水分や稼動イオンの浸入を防ぐ事で動作上の信頼性が大幅に向上した。それだけではなく、結晶の表面問題が原因で実現できなかった電界効果トランジスタ(FET)も、このSiO2酸化膜技術の適用によってMOSFETとして実現に至る。また、合金型トランジスタのように両面に拡散する必要がなく、メサ型トランジスタのように台形に削る工程がないので生産性も優れていた。

## 特徴
- 特性のバラツキが小さく、品質管理が容易
- 高周波に適する
- 振動に対して強い

## 用途
ラジオやコンピュータなどに使用され、さらに集積回路へと発展する。